# 交響曲第2番 (別宮貞雄)
交響曲第2番は、別宮貞雄が1975年から1977年にかけて作曲した2作目の交響曲。

## 作曲の経緯
1975年から1977年にかけて作曲され、同年10月30日に山田一雄指揮NHK交響楽団の演奏で初演された。その後師であるメシアンに楽譜とテープを贈り、彼に賞賛されたことで改訂版を献呈したという。作品は1978年と2004年に改訂されたが、別宮自身は第1楽章があまりにも日本的であるため作曲者自身「失敗作」と語っている。

## 楽器編成
ピアノ、ハープ、チェレスタ、ヴィブラフォン、シロフォンを含む3管編成による。

## 楽曲構成
第1楽章 Allegro risoruto
自由なソナタ形式。和太鼓のリズムを想起させるフリギア音階的な第1主題がユニゾンで提示される。しばらくするとヴァイオリンが第2主題を提示し、やがてフルート、チェレスタ、クラリネット、ヴィブラフォンに受け渡される。やがて第1主題と第2主題をモチーフとした動機が奏された後、木管に日本の笛の音を想起させる第3主題が現れる。再現部は第1、第2、第3主題の順に再現される。
第2楽章 Adagio
「リターニのように」という副題が付けられている。まず第1ヴァイオリンが下降音形による第1主題を提示し、直ちにオーボエに受け渡される。第2主題はホルン、クラリネット、第2ヴァイオリンの上で第1ヴァイオリンが提示する上行音形となっている。主題はその後フルートとトランペットが引き継ぎ、第1主題の再現を経て頂点となる。やがてフルートにコラール的な主題が現れる。再現部は第1、第2主題が楽器を変えて奏され、第2主題が再現された後、フルートによる第1主題の回想で曲を閉じる。
第3楽章 Allegro moderato
バッハ、ブラームス、オネゲル的なパッサカリア風の楽章。まずバスクラリネットとコントラバスが抑揚のある主題を提示し、その後半音階的な主題と第1楽章の第3主題が現れる。やがてフルートとチェレスタが無調的な旋律を奏でる。